# Oyama (Klan)

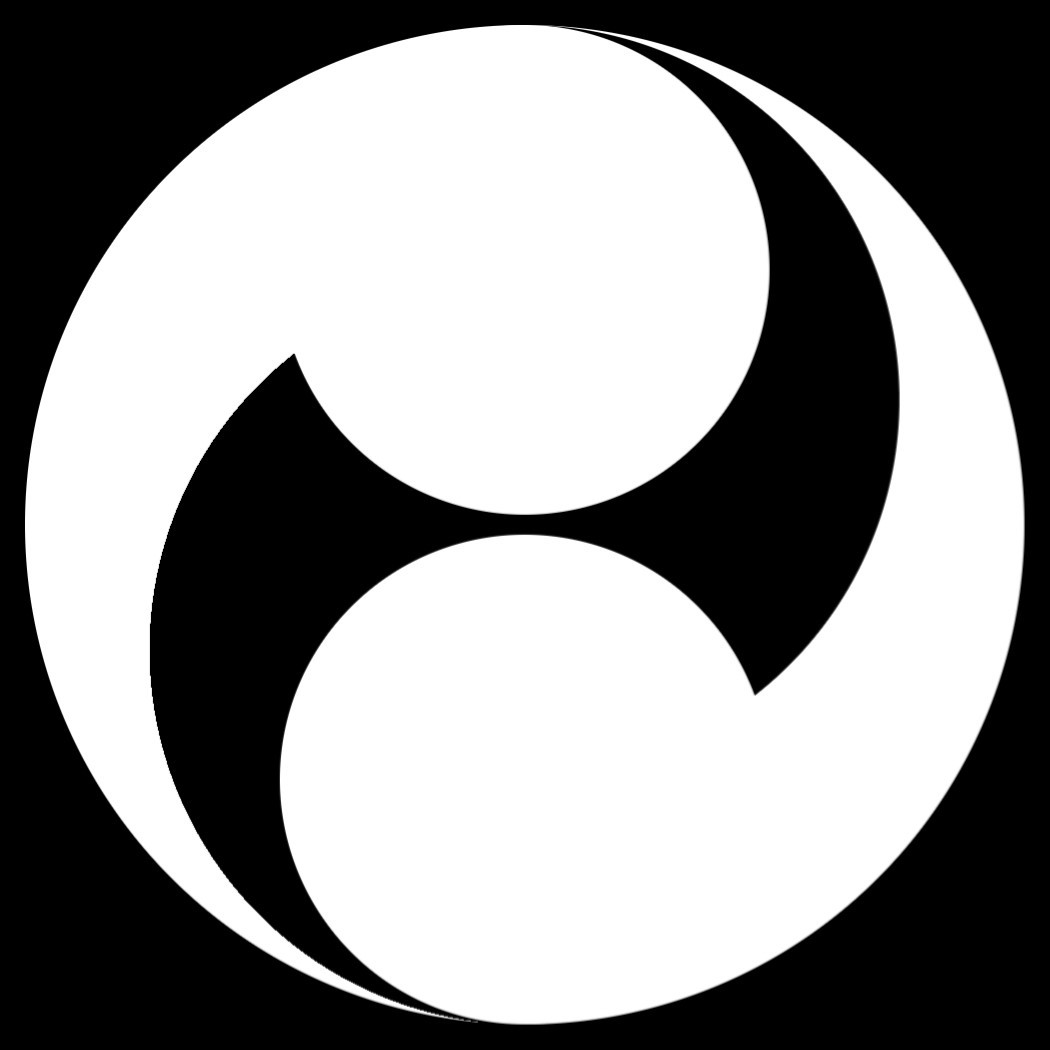
Wappen der Oyama

Die Oyama (japanisch 小山氏, Oyama-shi) waren eine Familie des japanischen Schwertadels (Buke), die sich von Fujiwara no Hidesato (藤原 秀郷; 10. Jahrhundert) ableitete.

## Genealogie (Auswahl)
- Masamitsu (政光), ein Nachkomme des Hidesato in der 14. Generation, war der erste, der sich in der Mitte des 12. Jahrhunderts Oyama nannte, und zwar nach der Burg in Provinz Shimotsuke[A 1], die die Oyama seit dreihundert Jahren bewohnten.
- Tomomasa (朝政; 1155–1238), Masamitsus Sohn, folgte sofort Minamoto Yoritomo, als dieser eine Armee gegen die Taira aufstellte. Zur Belohnung erhielt er einige Domänen in der Provinz Hitachi. Er kämpfte mit in der Schlacht von Ichi-no-Tani und nahm 1189 am Feldzug gegen Fujiwara no Hidehira (藤原 秀衡; 1096–1187) teil. Im darauf folgenden Jahr begleitete er Yoritomo nach Kyōto und wurde Kebiishi und Shimotsuke no Kami (下野上), danach 1199 Gouverneur (守護, Shugo) der Provinz Harima. Danach schlug er, zusammen mit Hatakeyama Shigetada (1164–1205), den Aufstand des Hiki Yoshikazu († 1203) gegen die Hōjō nieder.
- Hidetomo (秀朝; gest. 1335), Nachkomme von Tomomasa in der 6. Generation, kämpfte unter den Hōjō gegen Kaiser Go-Daigo und belagerte die Burg Akasaka(赤坂城). Danach schloss er sich Nitta Yoshisada an, schlug Kanazawa Sadamasa (金澤 負將) bei Tsurumi in der Provinz Musashi und nahm an der Belagerung von Kamakura teil. In dieser Zeit wurde er zum Shimotsuke no Kami ernannt. 1335 wurde er in Musashi getötet, als er gegen Hōjō Tokiyuki (北条 時行; 1322–1353) kämpfte.
- Yoshimasa (義政; gest. 1382), Hidetomos Enkel, musterte im Jahr 1380 eine Armee, als es darum ging, den Südhof[A 2] zu verteidigen, und schlug Utsunomiya Mototsuna bei Mobara. Danach musste er sich aber vor Uesugi Norikata (上杉 憲方; 1335–1394) zurückziehen, der gegen ihn vom Kanryō[A 3] Ashikaga Ujimitsu (足利 氏満; 1359–1398) geschickt worden war. Er griff aber bald darauf wieder an, wurde aber von Uesugi Tomomune geschlagen und beging Seppuku.

Mit Yoshimasas Tod erlosch die Familie.